# Зиметсрайтер, Вильгельм
Вильге́льм Зиметсра́йтер (нем. Wilhelm Simetsreiter; 16 марта 1915, Мюнхен, Германская империя — 17 июля 2001, Мюнхен, Германия) — немецкий футболист, нападающий. Выступал за «Баварию» и сборную Германии.

## Карьера
На протяжении всей карьеры, с 1934 по 1947 год, Зиметсрайтер выступал за клуб «Бавария».
В составе сборной Германии в 1936 году Вильгельм Зиметсрайтер выступал на Олимпийских играх в Берлине. Он сыграл два матча — против команд Люксембурга и Норвегии. В ворота Люксембурга Вильгельм забил 3 гола.